# Ordre de Saint-Jean de Jérusalem (Russie impériale)
 (mai 2025).
Si vous disposez d'ouvrages ou d'articles de référence ou si vous connaissez des sites web de qualité traitant du thème abordé ici, merci de compléter l'article en donnant les références utiles à sa vérifiabilité et en les liant à la section « Notes et références ».
Pour les articles homonymes, voir ordre de Saint-Jean de Jérusalem (homonymie).
L’ordre de Saint-Jean de Jérusalem (en russe : Орден Святого Иоанна Иерусалимского) est une distinction (ou un ordre, au sens d’ordre honorifique) impériale russe instaurée par le tsar Paul Ier en 1798, après la fuite du grand maître et des chevaliers de l'ordre de Saint-Jean de Jérusalem historique — ordre religieux catholique hospitalier et militaire, ayant été créé vers l’année 1080 —, fuite depuis l’île de Malte où ils se trouvaient depuis le XVIe siècle.
En 1810, le successeur de Paul Ier, Alexandre Ier, interrompt l’attribution des insignes de l’ordre et l’ordre s’éteint progressivement avec la disparition des derniers chevaliers et des derniers récipiendaires.

## Historique

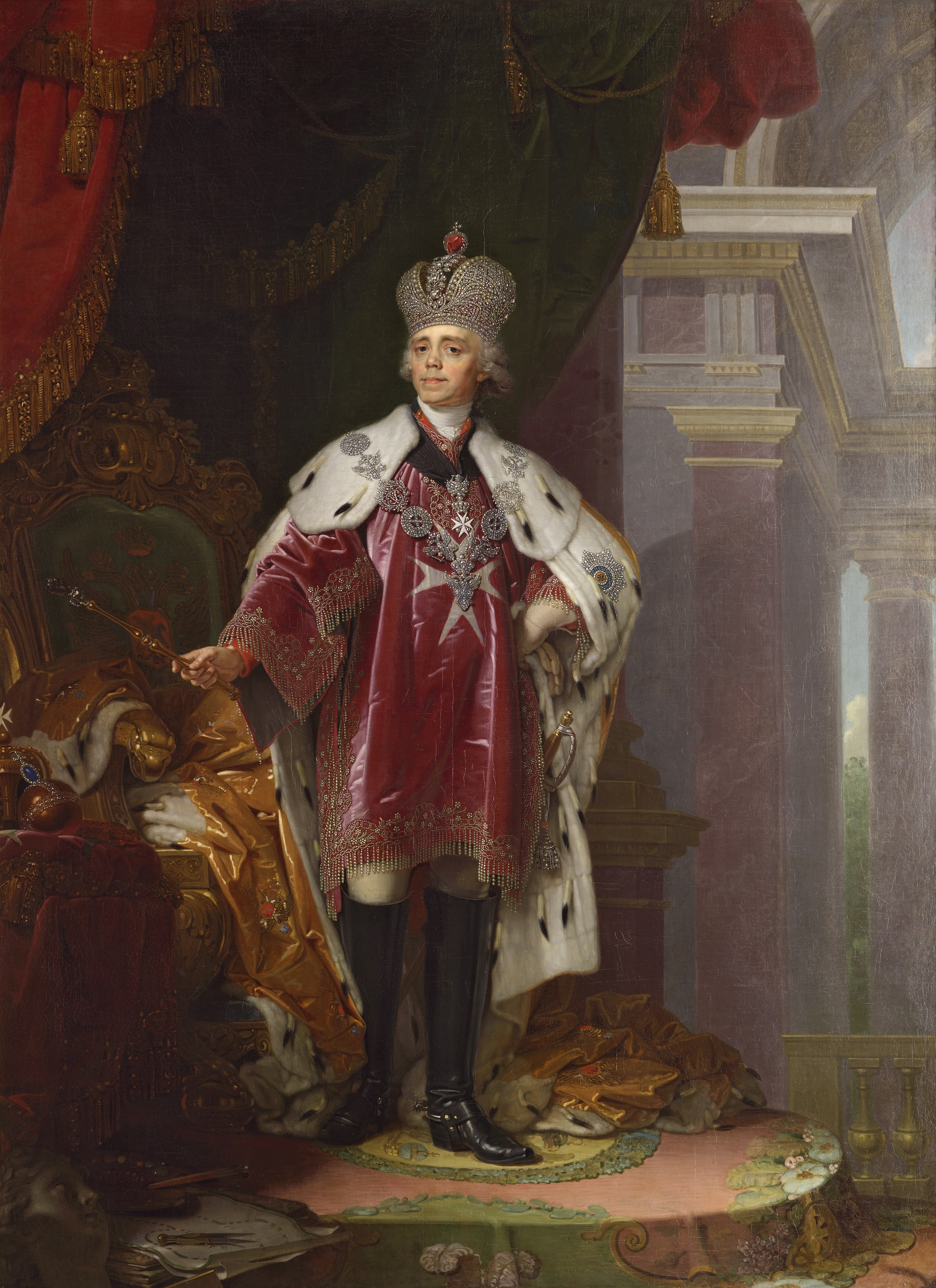
Paul Ier (empereur de Russie) en habit de grand maître de l’ordre de Saint-Jean de Jérusalem, portant la grand-croix de commandeur. Tableau de Vladimir Borovikovski, 1800.

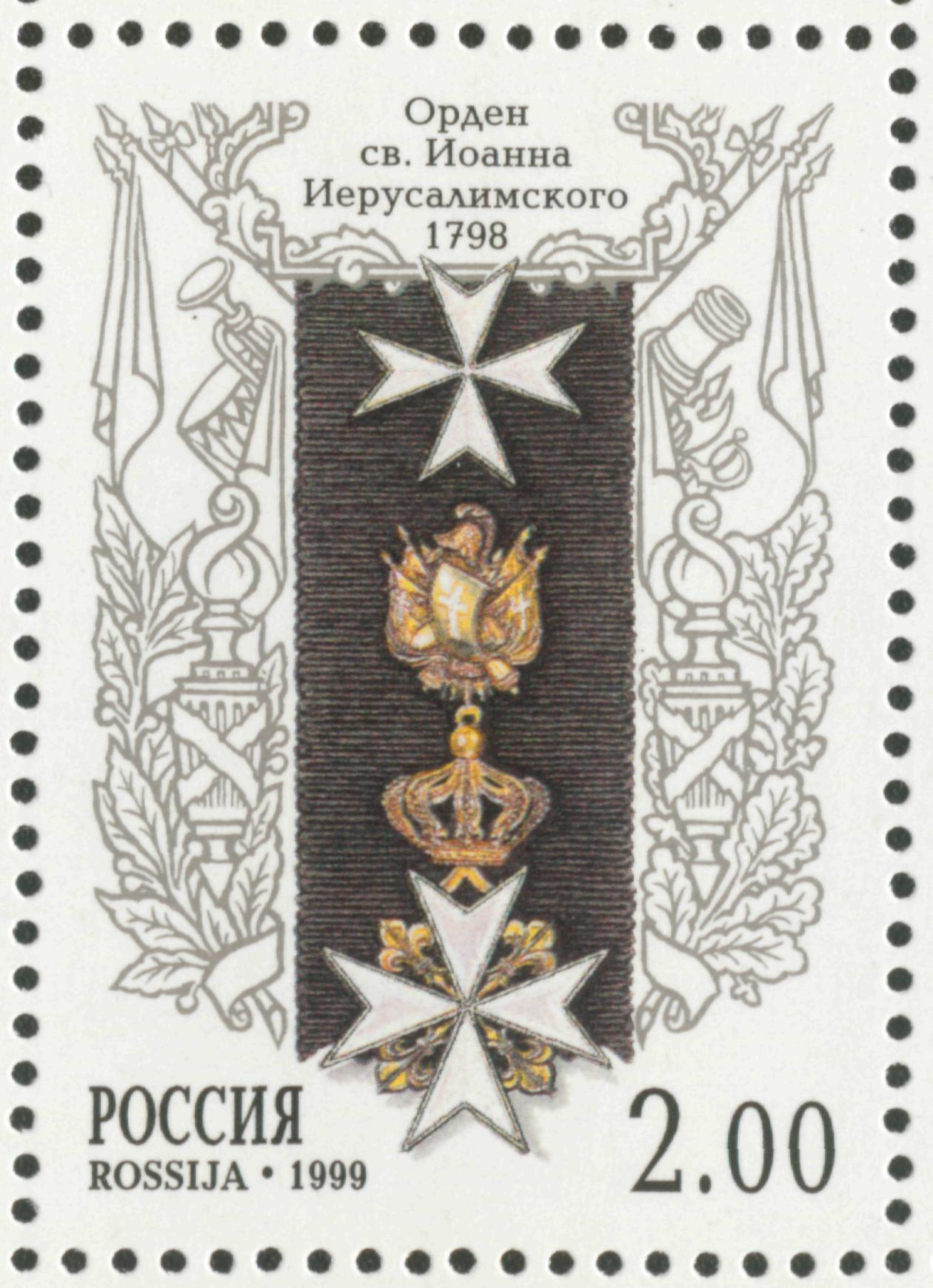
Timbre russe commémoratif, deux siècles après la création de l’ordre, 1999.

En 1798, alors que Napoléon vient de capturer Malte au passage de son expédition d’Égypte, le grand maître de l'ordre de Saint-Jean de Jérusalem historique — ordre religieux catholique hospitalier et militaire, ayant été créé vers l’année 1080 —, Ferdinand de Hompesch, demande au tsar de Russie Paul Ier de devenir le protecteur de son ordre. Après l’abdication de Hompesch, les 249 chevaliers de l’ordre exilés en Russie au palais Vorontsov de Saint-Pétersbourg proclament, le 10 octobre 1798, Paul Ier « grand maître de leur ordre ».
Le 29 novembre 1798, Paul Ier publie un manifeste instaurant au profit de la noblesse russe la distinction (également) appelée « ordre de Saint-Jean de Jérusalem » (ordre de la Russie impériale). Durant le règne de Paul Ier, l’ordre de Saint-Jean de Jérusalem devient de facto la distinction la plus élevée décernée pour des mérites civils ou militaires. Le rang de commandeur surclasse même l’ordre de Saint-André et reflète la bienveillance de l’empereur. Le jour de son couronnement, le 5 avril 1797, Paul Ier avait regroupé les structures des différents ordres russes en une société de chevaliers russes, à l’exclusion des ordres de Saint-Georges et de Saint-Vladimir.
Le successeur de Paul Ier sur le trône de Russie, Alexandre Ier, retire la croix de Malte des armoiries impériales, refuse les fonctions de grand maître de l’ordre de Saint-Jean de Jérusalem et, en 1810, ordonne l’arrêt de l’octroi des insignes de l’ordre. Le comité des ministres décrète le 20 janvier 1817, qu’après la mort des commandeurs héréditaires, leurs descendants ne pourront plus prétendre à ce titre ni porter les insignes de l’ordre, mettant ainsi un terme à l’existence de la branche russe de l’ordre historique de Saint-Jean de Jérusalem. Les tentatives de restauration de la branche orthodoxe de l’ordre, entreprises au XXe siècle, sont dès lors sans fondement.
De 1798 à 1810, environ 2 000 insignes de l’ordre ont été attribués en Russie.

## Classes et insignes de l’ordre impérial russe de Saint-Jean de Jérusalem
L’ordre de Saint-Jean de Jérusalem, ordre honorifique impérial russe, comportait trois classes.

### Ireclasse: grand-croix de commandeur

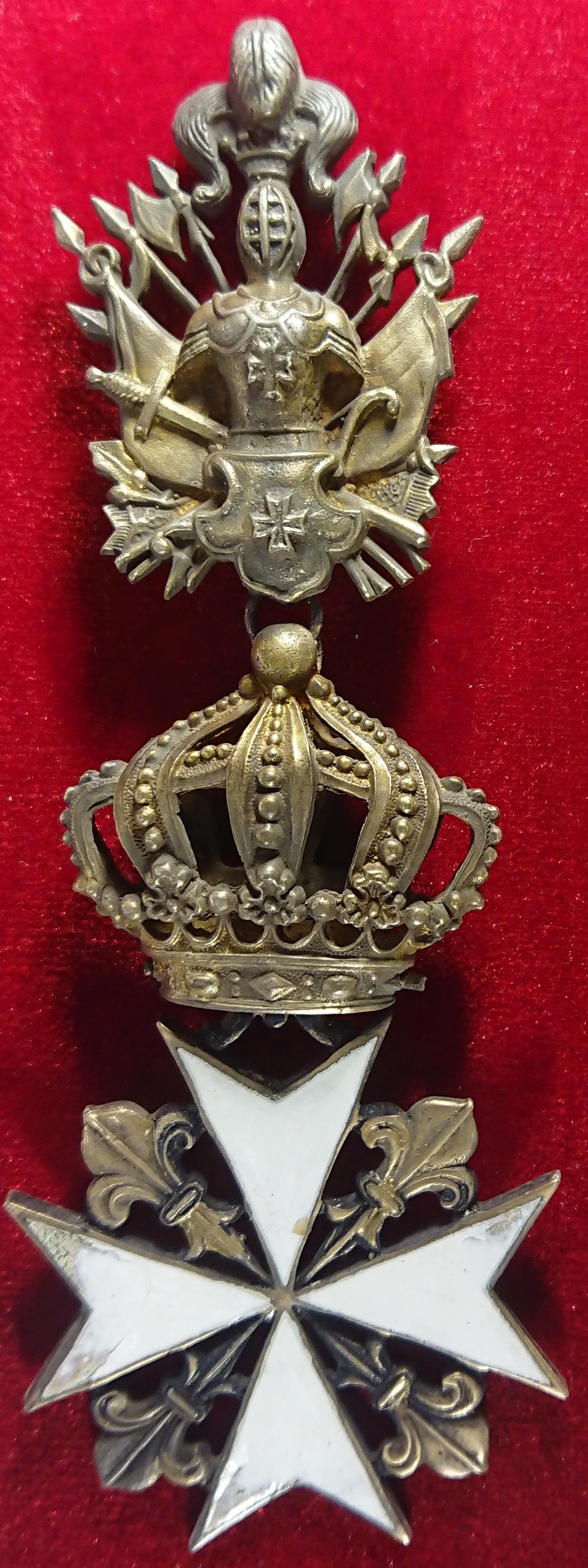
Grand-croix de commandeur, exposée au, Verkhniaïa Pychma, Russie.

La décoration honorifique est une croix de Malte (à quatre branches et huit pointes) en or couverte d’émail blanche. Entre les branches de la croix se trouvent des fleurs de lys en or. La branche supérieure de la croix est surmontée d’une couronne de type européen, elle-même accrochée à une représentation d’armes et d’armures de chevaliers en or[réf. souhaitée]. La croix se porte en sautoir avec un large ruban moiré de couleur noire.

### IIeclasse: croix de commandeur

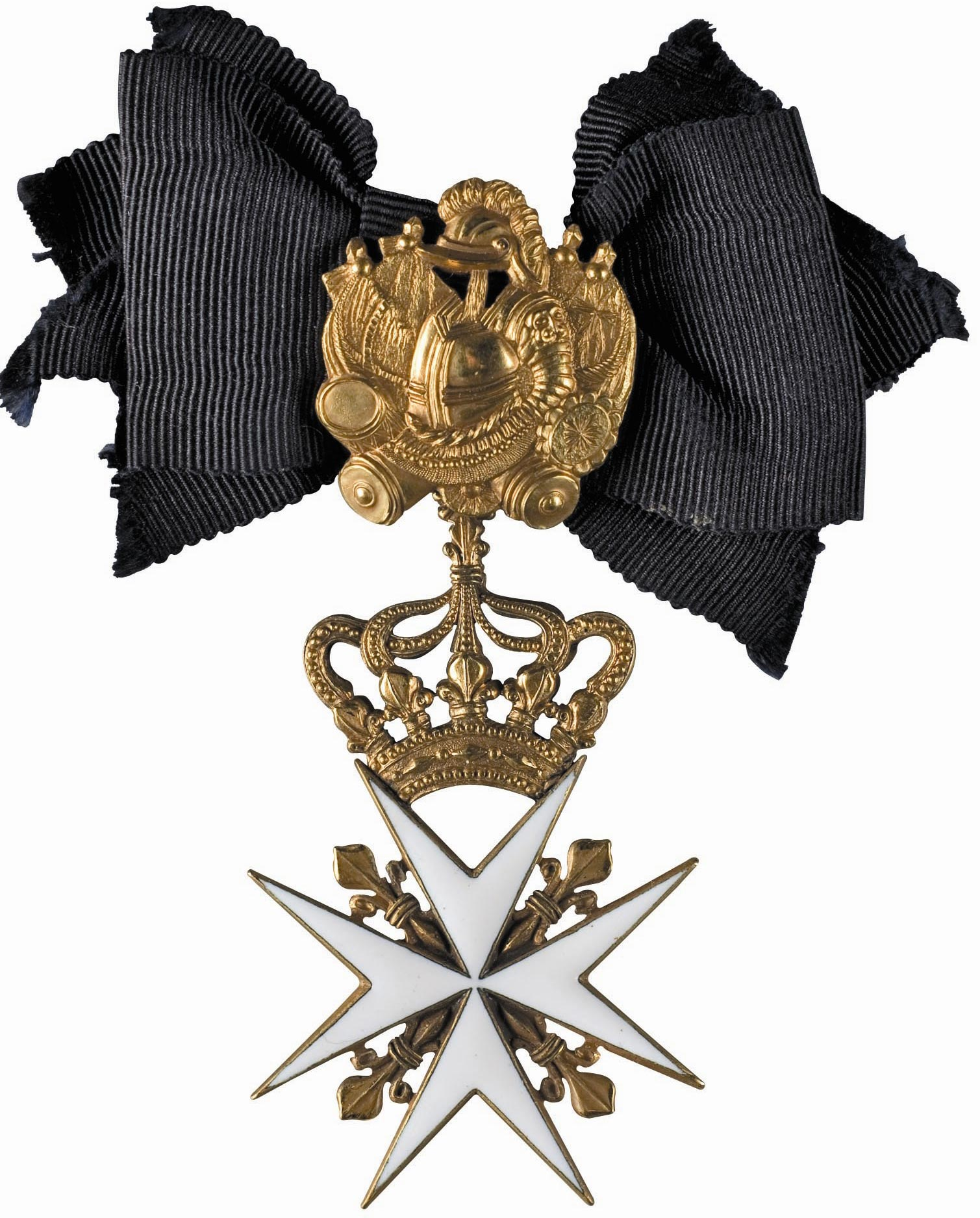
Croix de commandeur.

La décoration honorifique est une croix de Malte ressemblant à celle de première classe mais dont la représentation d’armes et armures est plus sobre[réf. souhaitée]. Elle est également portée en sautoir mais avec un ruban mince.

### IIIeclasse: croix de chevalier

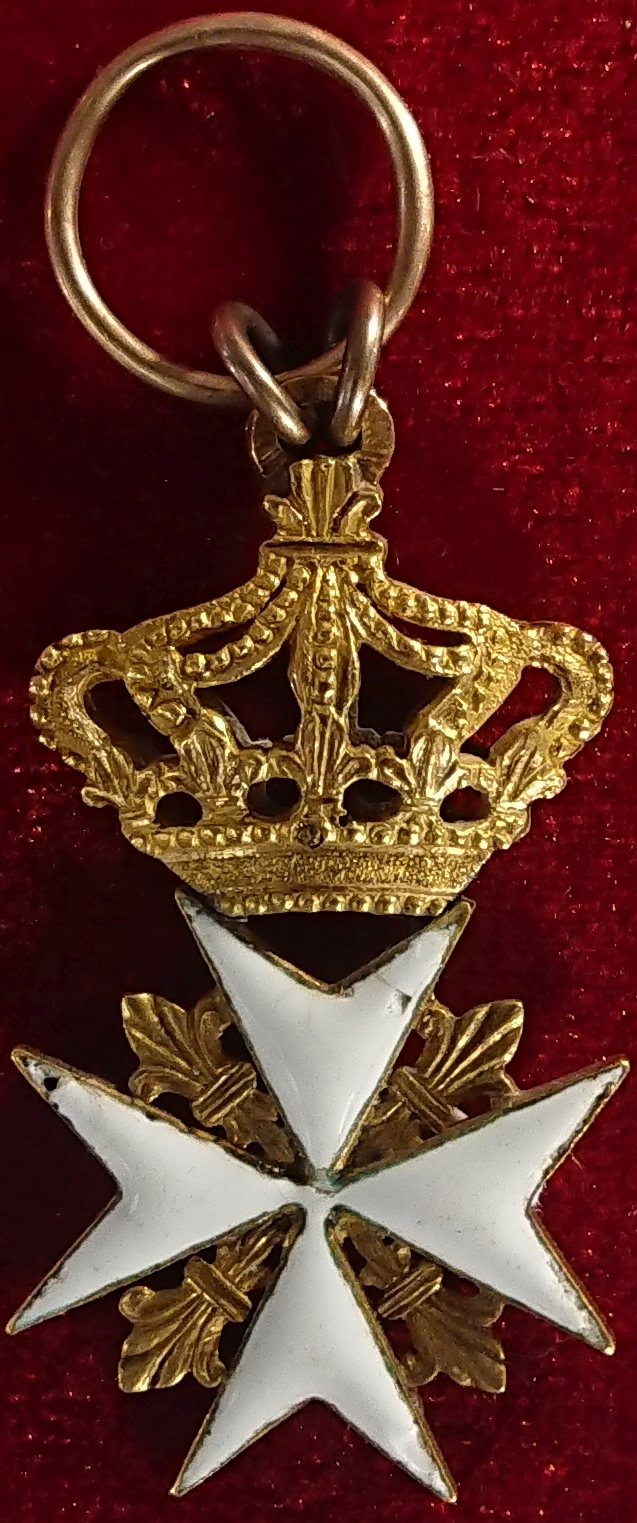
Croix de chevalier, musée de Verkhniaïa Pychma.

La décoration honorifique est une croix de Malte en or rehaussée d’émail blanche surmontée d’une couronne en or[réf. souhaitée]. Elle se porte sur la poitrine gauche, accrochée au ruban de l’ordre.